# طمارين
الطَّمارين أو المِيداس أو التَمَران هو اسمٌ يُطلق على عدّة أنواع صغيرة من الرئيسيات من عائلة بهيات الشعر. منها 18 نوعًا تنتشر في أمريكا الوسطى وأمريكا الجنوبية.

## صفاتها
الطمارين نسانيس صغيرة ذات مخالب، والكثير منها مُشورب (ذو شاربين). يتراوح طول جسمها بين 18 و 31 سنتيمتر وأذيالها بين 25 و 45 سنتيمتر، ووزنها بين 300 إلى 600 جرام . تختلف أشكال الأنواع اختلافًا كبيرًا، فمنها البني والأسود والأبيض. وأهم ما يميزها هو الشارب وخصلة الشعر على الرأس أو لون مؤخرة الظهر. الأطراف قصيرة وتنتهي الأصابع بمخالب. وهي تختلف عن نسانيس القشة بأن لها أنياب طويلة ولهذا لا تصلح أسنانها لقرض قشور الشجر.

## قائمة الأنواع
فصيلة قرود بهيات الشعر؛ الكلايتريكيدا
- جنس الطمارين (Saguinus)
  - طمارين ذو الوشاح الأسود ، Saguinus nigricollis
  - طمارين ذو الوشاح البني ، Saguinus fuscicollis
  - طمارين ذو الوشاح الأبيض ، Saguinus melanoleucus
  - طمارين ذو الوشاح الذهبي، Saguinus tripartitus
  - طمارين ذو الشارب، Saguinus mystax
  - طمارين أبيض الشفاه، Saguinus labiatus
  - طمارين الإمبراطور، Saguinus imperator
  - طمارين ذهبي اليد ، Saguinus midas
  - طمارين الأسود، Saguinus niger
  - طمارين مرقط الوجه ، Saguinus inustus
  - طمارين أبقع، Saguinus bicolor
  - طمارين مارتينز، Saguinus martinsi
  - طمارين أبيض القدم، Saguinus leucopus
  - طمارين قطني الرأس، Saguinus oedipus
  - طمارين جوفري Saguinus geoffroyi
  - طمارين غرايلز، Saguinus graellsi
- جنس طمارين أسديّة (Leontopithecus)
  - طمارين أسدي مُذهّب، Leontopithecus rosalia
  - طمارين أسدي ذهبي الرأس، Leontopithecus chrysomelas
  - طمارين الأسدي الأسود، Leontopithecus chrysopygus
  - طمارين الأسدي ذو الرأس الأسود، Leontopithecus caissara